# Paramormia watermaelica
Paramormia watermaelica är en tvåvingeart som först beskrevs av Vaillant 1972.  Paramormia watermaelica ingår i släktet Paramormia och familjen fjärilsmyggor. Inga underarter finns listade i Catalogue of Life.